# Гарфункель, Лейб
Лейб Гарфункель (также Лейб Горфинкель; 14 марта 1896, Ковно, Ковенская губерния, Российская империя — 7 сентября 1976, Израиль) — литовский адвокат, журналист и политический деятель.

## Биография
После окончания в 1914 году Ковенской мужской гимназии графа Платова, изучал юриспруденцию в Санкт-Петербургском университете. Позже он переехал в Гомель и стал членом ЦК российского отделения Цеирей Цион (Молодёжь Сиона).
Жил в Киеве. В 1917—1918 годах был членом Украинского еврейского народного совета.
С конца 1918 года жил в Каунасе и был одним из инициаторов создания союза Ха-Поэль ха-Цаир (Молодой рабочий) и отделения Цеирей Цион в Литве.
В июле 1919 года был одним из организаторов ежедневного издания на идише «Ди идише штиме» (Еврейский голос) и его редактором с февраля 1920 по февраль 1922 года. В этот период он служил в качестве члена президиума, а затем вице-председателя Еврейского Национального Совета Литвы. В 1925 и 1926 году он редактировал двухнедельник «Ундзер руф» (Наш зов), а в 1932 году еженедельник «Ди Цайт» (Время).
С 1923 по 1927 год, депутат литовского Сейма (парламента), представляя в нём сионистов-социалистов и Цеирей Цион, а с 1924 года также и депутат Каунасского городского совета. В сейм 1923 года был избран от каунасского округа. Затем дважды избирался от округа Мариамполя.
Был одним из лидеров еврейских кооперативных обществ в Литве и с 1925 года председателем Совета Ассоциации Еврейского народного банка. После роспуска парламента президентом Сметоной, работал адвокатом.
В 1940 был среди организаторов общества помощи еврейским беженцам из Польши, в июне того же года был арестован советскими властями.
Во время нацистской оккупации (1941—1944) был вице-председателем Совета старейшин (Ältestenrat) Каунасского гетто. В апреле 1944 года был арестован и подвергнут пыткам по подозрению в подпольной деятельности. При ликвидации гетто в 1944 году был отправлен в концлагерь Кауферинг около Дахау.
С 1945 по 1948 года жил в Риме, возглавлял организацию еврейских беженцев в Италии. Участвовал в периодических изданиях «Бa-Дерех» (В пути; на иврите), и «Ин ганг» (В пути; на идише).
В Израиле (с 1948 года) сотрудничал в газете «Мильхамотену» (Наши войны) и был одним из редакторов архива «Яхадут лита» (Евреи Литвы).